# Sylvia Syms (zangeres)

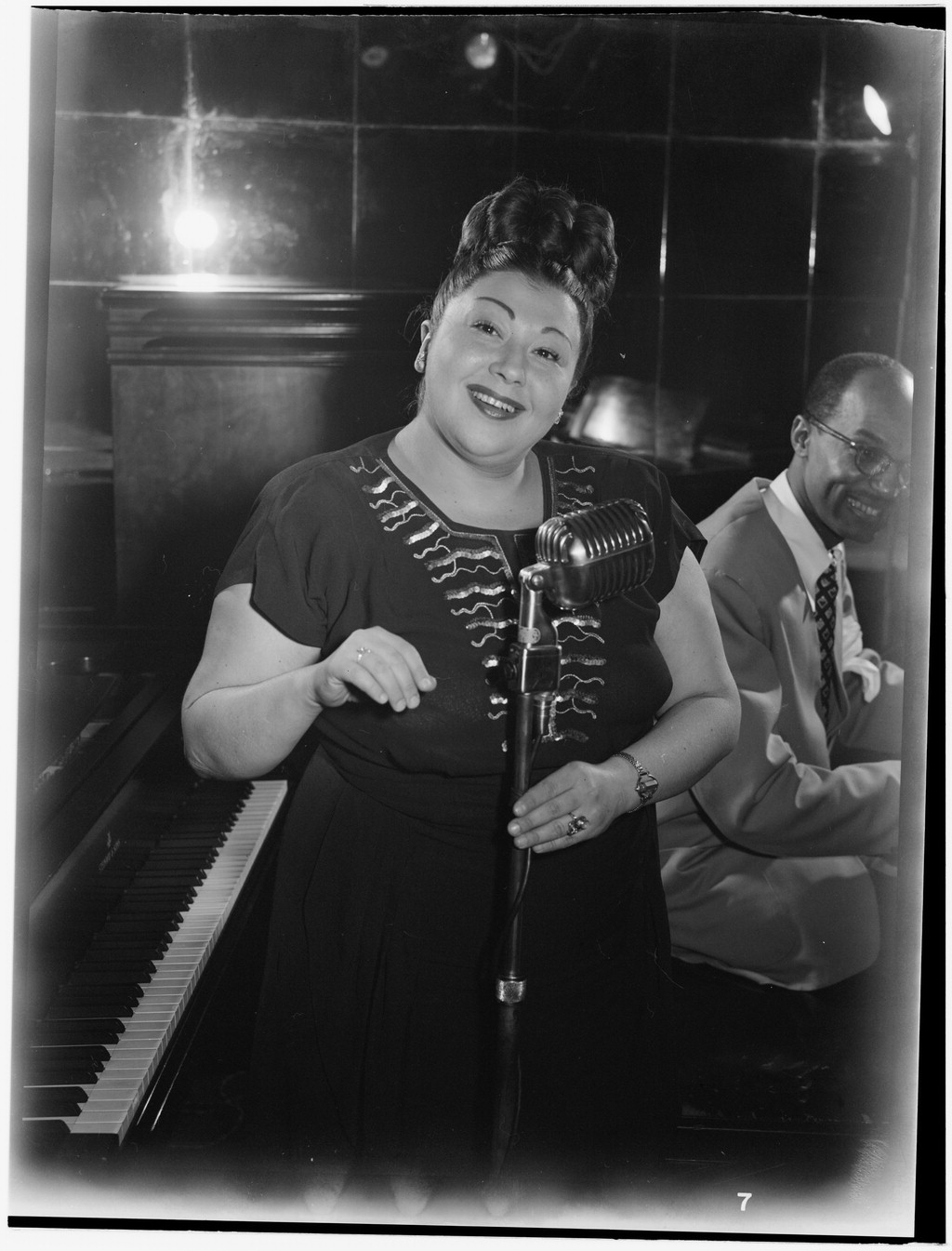
Sylvia Syms

Sylvia Syms, geboren als Sylvia Blagman (Brooklyn, 2 december 1917 – New York, 10 mei 1992) was een Amerikaanse jazzzangeres.

## Biografie
Toen ze kind was had Syms polio. Als tiener bezocht ze nachtclubs op New York's 52nd Street. Ze raakte bevriend met Benny Carter en Art Tatum en kreeg informeel les van Billie Holiday. In 1941 maakte ze haar debuut als zangeres in Kelly's Stable.
In 1948 trad ze op in Cinderella Club in Greenwich Village en werd daar opgemerkt door Mae West, die haar vervolgens een rol gaf in haar show. Ook Frank Sinatra was gecharmeerd van de zangeres, hij noemde haar de "world's greatest saloon singer" en, omdat ze nogal ronde vormen had, Boeddha. Later zou de crooner een album van haar dirigeren, Syms by Sinatra (1982).
Begin jaren vijftig verscheen haar eerste album, "Songs by Sylvia Syms", een plaat met acht nummers waarbij ze begeleid wordt door het trio van pianiste Barbara Carroll. De plaat verscheen in 1952 op Atlantic en werd in 1956 gevolgd door "Sylvia Syms Sings", op hetzelfde label. Hierna verschenen haar platen op Decca Records, LP's, maar ook singles. Haar versie van "I Could Have Danced All Night" (uit de musical "My Fair Lady") werd een grote hit, het plaatje verkocht meer dan een miljoen exemplaren en kreeg een gouden plaat. Rond 1958 zag Decca het niet meer met haar zitten. In de jaren zestig verschenen haar platen op verschillende labels. Halverwege dat decennium maakte ze twee albums voor Prestige Records, waaronder een LP met Kenny Burrell.
Syms werkte als zangeres voornamelijk op kleine podia en in jazzcafe's. Zo trad ze regelmatig op in Carlyle in Manhattan, waar ze weleens impromptu van de bar naar het podium liep om op te treden met Bobby Short.
In 1972 werd bij Syms een long verwijderd, desondanks werkte ze daarna enkele maanden als Bloody Mary in "South Pacific", in het Chateau de Ville Dinner Theater.

## Persoonlijk leven
Syms was gehuwd met de acteur, stemacteur en zanger Bret Morrison (1912-1978).
Symns overleed op het podium in Oak Room in het Algonquin Hotel in New York aan de gevolgen van een hartaanval, 74 jaar oud.

## Discografie (albums)
| Jaar | Titel                            | Label            |
| ---- | -------------------------------- | ---------------- |
| 1952 | Songs By [10" versie]            | Atlantic         |
| 1954 | After Dark [10"]                 | Version Records  |
| 1956 | Sylvia Syms Sings                | Atlantic         |
| 1957 | Songs of Love                    | Decca            |
| 1959 | Torch Song                       | Columbia         |
| 1961 | That Man                         | Kapp             |
| 1964 | Fabulous                         | 20th Century Fox |
| 1965 | Sylvia Is!                       | Prestige         |
| 1967 | For Once in My Life              | Prestige         |
| 1970 | Love Lady                        | Stanyan Records  |
| 1976 | Lovingly                         | Atlantic Records |
| 1978 | She Loves to Hear the Music      | A&M              |
| 1982 | Syms by Sinatra                  | Reprise          |
| 1984 | A Jazz Portrait of Johnny Mercer | DRG Records      |
| 1989 | Then Along Came Bill             | DRG Records      |
| 1992 | You Must Believe in Spring       | Elba Records     |
| 2004 | The Columbia Years               | Columbia Records |

## Films
- The Goldbergs (1950)
- The Blue Veil (1951)
- Night Without Sleep (1952)
- It Happens Every Thursday (1953)
- Some of My Best Friends Are... (1971)
- Born to Win (1971)

## Televisie
- The Tonight Show – 1955
- The Tonight Show – 1956
- The VIP Show of the Year – 9 sept. 1956
- Stars of Jazz - Dec 17, 1956
- Art Ford's All-Star Jazz Party - 1958
- Playboy’s Penthouse – 23 sept. 1961
- Playboy’s Penthouse – 21 april 1962
- The Merv Griffin Show – 1962
- The Merv Griffin Show – 1963
- The Tonight Show – 17 sept. 1963
- The Mike Douglas Show – 1965
- The Merv Griffin Show – 29 juni 1966
- Donald O’Connor Show – 21 okt. 1968
- The Merv Griffin Show – 1969
- The Mike Douglas Show – 1969
- The Mike Douglas Show – 9 aug. 1970
- The Tonight Show - 6 aug. 1972
- The Mike Douglas Show – 11 aug. 1974
- The Merv Griffin Show – 1974
- The Tonight Show – 25 feb. 1975
- The Merv Griffin Show – 1978
- The Dick Cavett Show – 16 nov. 1978
- Dinah! – 17 nov. 1978
- Over Easy – 24 nov. 1978
- Over Easy – 23 mei 1980
- Glenn Miller: A Moonlight Serenade – 1 dec. 1984
- American Masters: The Long Night of Lady Day - 3 aug. 1986
- Buddy Barnes Live at Studio B – 1986